# Ehemaliger Muschelkalkbruch südöstlich von Ramsthal
Der ehemalige Muschelkalkbruch südöstlich von Ramsthal ist ein Geotop in der Gemarkung von Ramsthal im unterfränkischen Landkreis Bad Kissingen. Im Muschelkalk finden sich Fossilien und sedimentäre Geoden aus dem Mitteltrias, von vor etwa 247,2 bis etwa 235 Millionen Jahren.

## Beschreibung

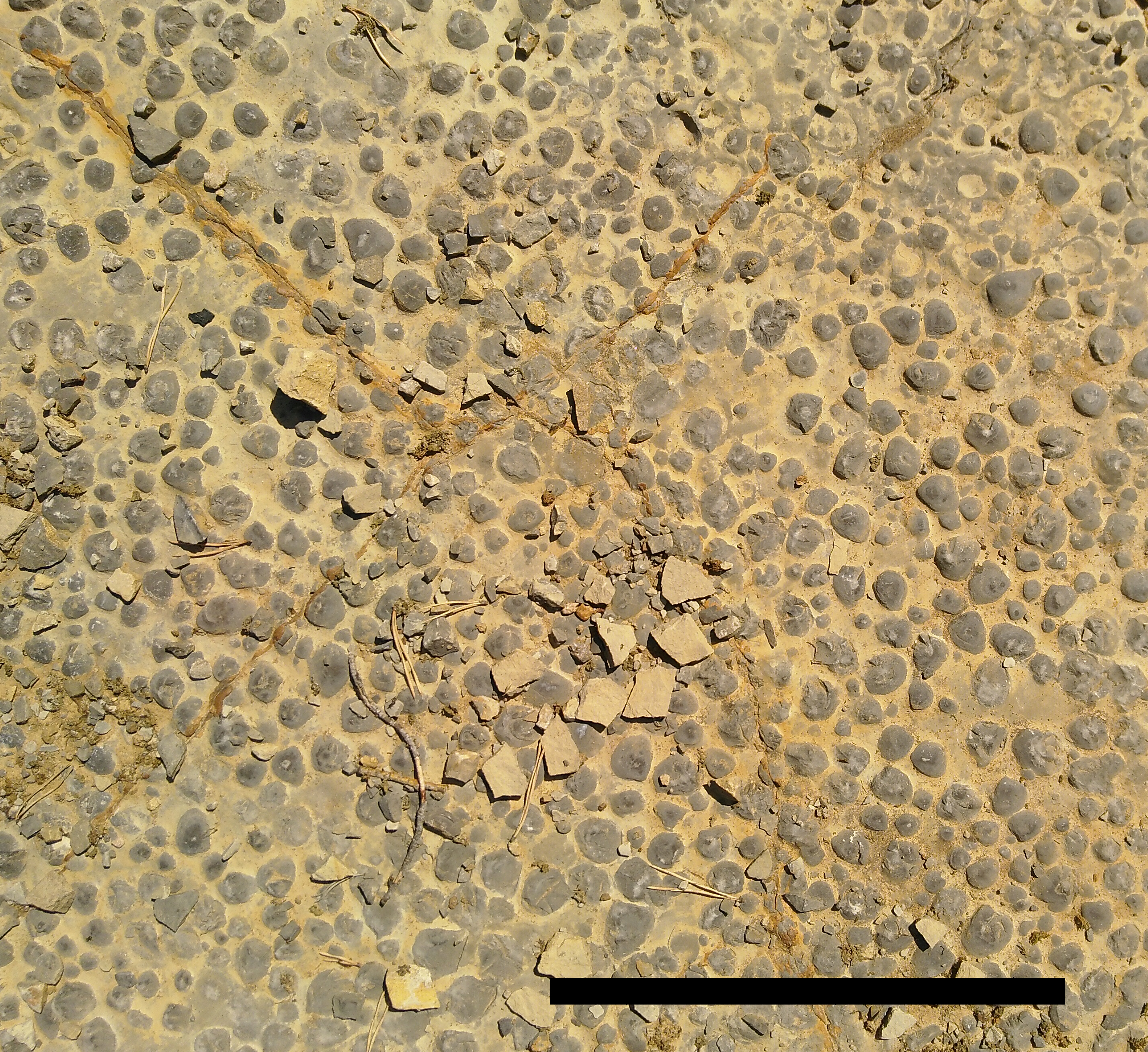
Fossilierte Muschelpflaster; die Skala zeigt 20 cm.

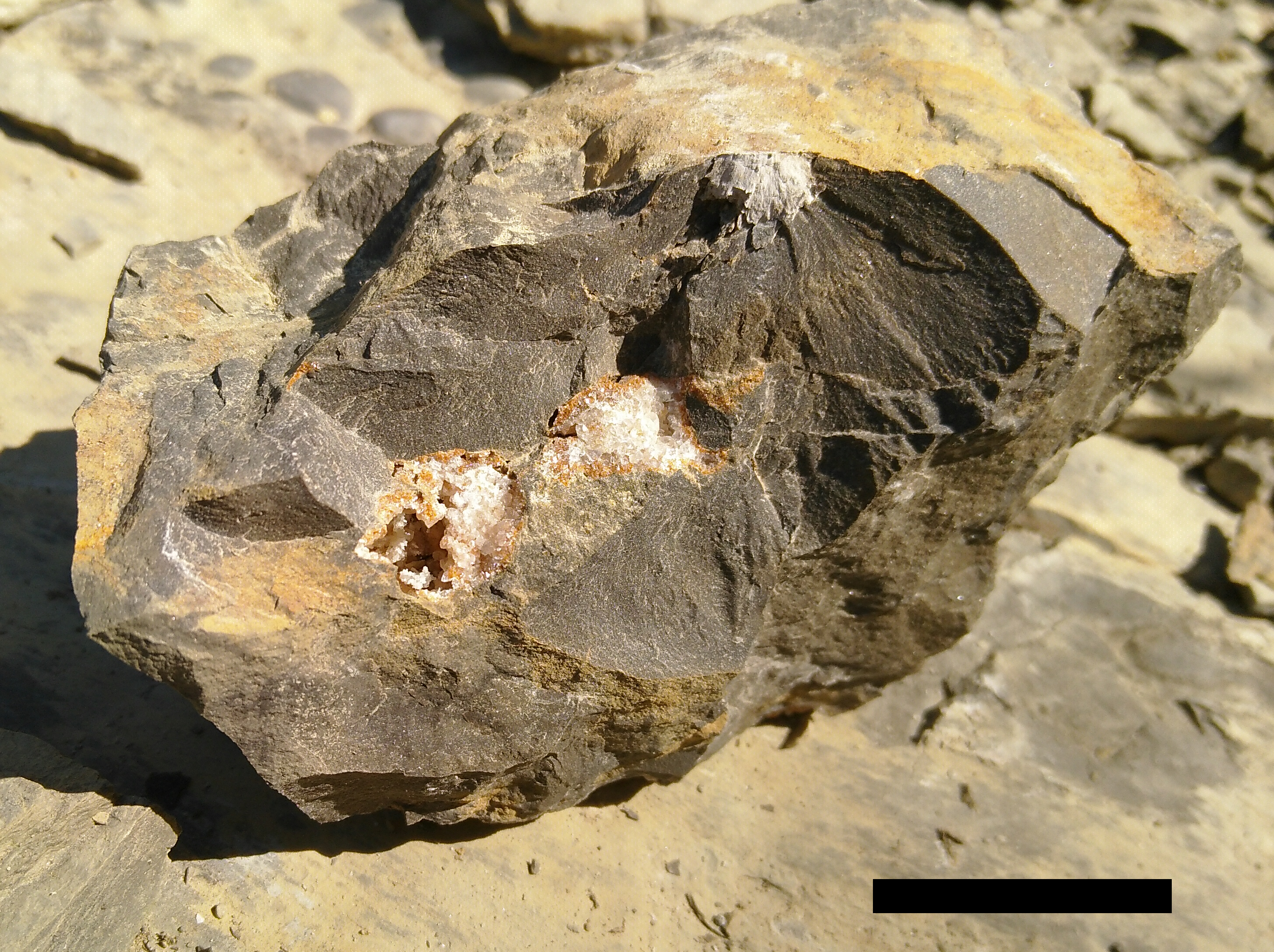
Eine Sedimentgeode; die Skala zeigt 3 cm.

Der aufgelassene Steinbruch liegt im Südosten des Ramsthaler Gemeindegebiets 350 m ü. NHN und ist etwa 30 m lang, 20 m breit und 3 m hoch. Die Gesteine entstammen der geologischen Raumeinheit der Westlichen Fränkischen Platten. Das Bayerische Landesamt für Umwelt ordnet das Areal als Geotop mit der Nummer 672A021 ein.
Benachbarte Geotope sind der ehemalige Muschelkalkbruch südwestlich von Krautheim und der ehemalige Muschelkalkbruch südsüdwestlich von Dettelbach.

## Fundmöglichkeiten
Es findet sich Wellenkalk, eine Schaumkalkbank mit stromatolithischem Charakter und Orbicularis-Schichten mit ihrem Leitfossil, zahlreichen Muschelpflastern der rundlichen Muschel Neoschizodus orbicularis. Die Gesteine gehören zum Unteren und Mittleren Muschelkalk.
Es bestehen Fundmöglichkeiten für Fossilien.
Das Geotop ist außerdem Heimat einiger bedrohter Arten, wie der Silberdistel.

## Erschließung
Der Steinbruch ist bedeutsam als Exkursions-, Forschungs- und Lehrobjekt. Die allgemeine geowissenschaftliche Bedeutung ist wertvoll.